# 한큐한신홀딩스
한큐 한신 홀딩스 주식회사(일본어: 阪急阪神ホールディングス, Hankyu Hanshin Holdings, Inc.)는 한큐 전철·한신 전기 철도·한큐 교통사·한큐 호텔 매니지먼트 및 이들 4사의 자회사를 총괄하는 일본의 지주회사로, 한큐 한신 도호 그룹의 일익을 담당하는 한큐 한신 홀딩스 그룹의 중핵기업이다. CI는 “다음의 기쁨을, 만들자.”이다.

## 개요

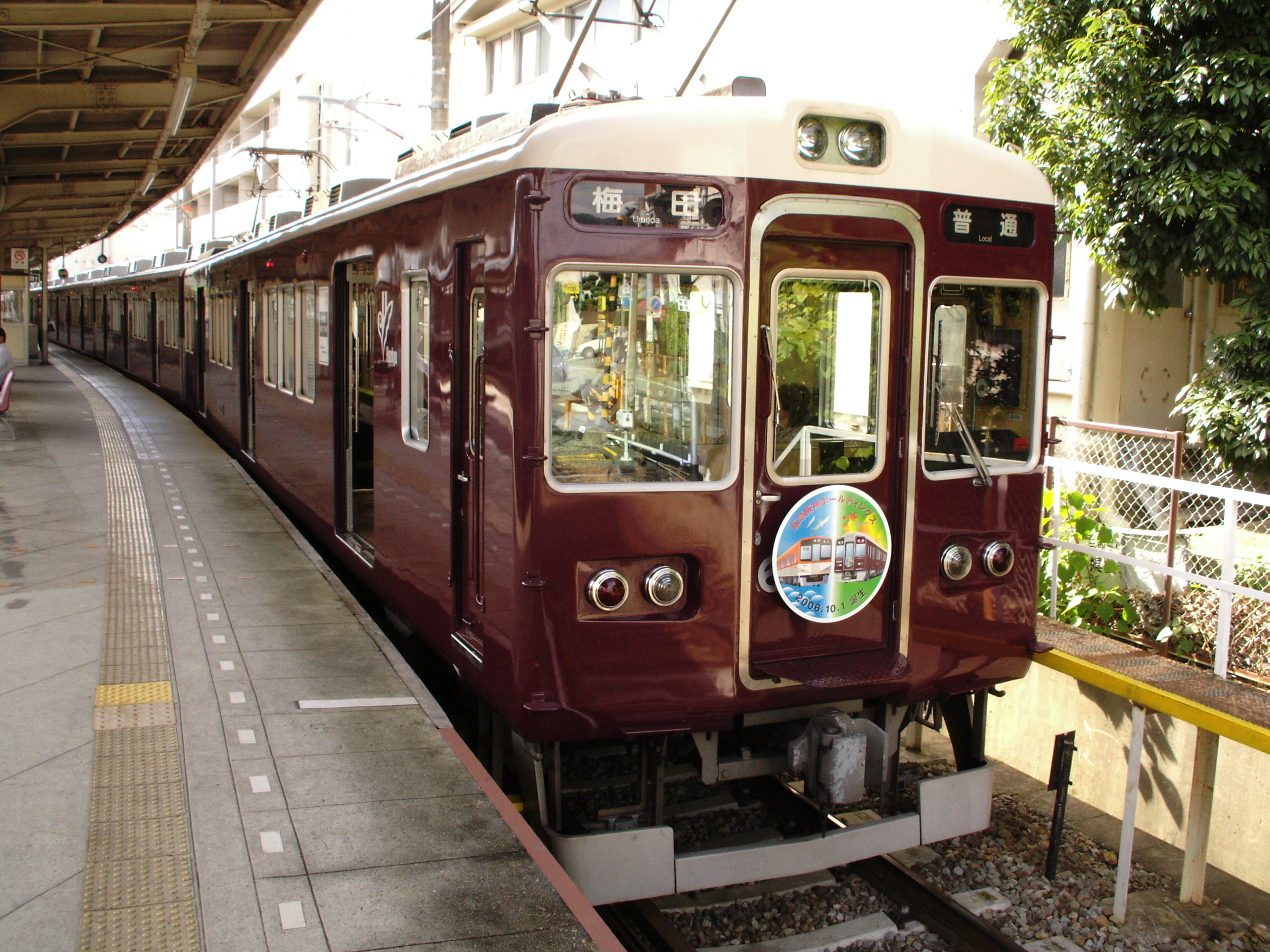
한큐 한신 홀딩스 탄생 기념 헤드 마크를 게시한 한큐 전철의 6000계. 하나쿠마 역 홈에서

본사 사무소의 소재지는 오사카부 오사카시 기타구 시바타 1정목 16번 1호. 등기상 본점은 오사카 부 이케다시 사카에 정 1번 1호. 대표이사 겸 사장은 스미 가즈오. 도쿄 지점은 도쿄도 지요다구 유라쿠 정 1정목 5번 2호 도호 트윈 타워 빌딩 5층.
2005년 4월 1일의 지주회사화에 수반해 한큐 전철 주식회사로부터 한큐 홀딩스 주식회사로 상호 변경했다. 지주회사화는 회사 분할에 의해서 현재의 한큐 전철 주식회사에 사업을 승계시키는 수법으로 행해졌다(연혁은 한큐 전철#역사 참조). 이 시점에서 한큐 전철 관련 기업은 철도,부동산,레저,유통 사업이 한큐 전철,호텔 사업(한큐 다이이치 호텔 그룹)은 한큐 호텔 매니지먼트, 여행 사업은 한큐 교통사의 3회사에 각각 재편성되었다. 이때 「한큐 도호 그룹」의 명칭에 대해서는 한큐 전철 그룹(한큐HD),한큐 백화점 그룹,도호 그룹의 총칭으로서 그 후도 계속 사용되어 왔다(당시 3그룹의 자본 관계는 별로 진하지는 않았다). 또, 「한큐 홀딩스 그룹」으로 개칭되지 않고 종전처럼 「한큐 전철 그룹」이라고 칭해졌다.
2006년 5월 30일부터 한신 전기 철도 주식의 주식 공개 구매(TOB)를 실시. 6월 19일에 TOB는 성립해, 한신 전철을 자회사화. 10월 1일에 주식 교환으로 완전 자회사화 해, 한큐 홀딩스로부터 한큐 한신 홀딩스로 상호 변경되었다. 이것에 맞춰 「한큐 도호 그룹」에 대신해 「한큐 한신 도호 그룹」을 탄생시켜,한큐 도호 그룹에 있어서의 한큐 전철 그룹에 상당하는 것에 한신 그룹을 가세한 것을 「한큐 한신 홀딩스 그룹」이라고 했다.
2007년 10월 1일에는 연결 자회사였던 한신 백화점에 대해서 (구)한큐 백화점(같은 날 한큐 백화점을 회사 분할해 순수 지주회사 에이치·투·오 리테이링이 되었다)과의 사이에 주식 교환을 실시, 그 결과 한큐 백화점도 포함해 백화점 그룹 회사와 당사와의 자본 관계가 강화했다.
2008년 4월 1일에는 호텔 부문 자회사·여행 부문 자회사가 각각 합병, 구 한큐계와 구 한신 전철계를 통합하는 회사 재편을 실시했다. 2006년 1월에 프리베 츄리히 기업 재생 그룹(현·프리베 펀드 그룹)이 5.01%의 한큐 홀딩스 주식을 취득해 필두 주주가 되어 있지만, 그 후 출자 비율을 2.1%까지 저하시키고 있다.

## 주요 자회사
핵심 회사는 한큐 전철 주식회사, 한신 전기 철도 주식회사, 주식회사 한큐 한신 교통사 홀딩스, 주식회사 한큐 한신 호텔이다.

### 운수 사업
연결 자회사
- 한큐 전철 주식회사(한큐 한신 홀딩스가 100% 출자)
- 한신 전기 철도 주식회사(한큐 한신 홀딩스가 100% 출자)
- 노세 전철 주식회사(한큐 전철이 80.34% 출자)
- 호쿠신 급행 전철 주식회사(한큐 전철이 55% 출자)
- 기타오사카 급행 전철 주식회사(한큐 전철이 50% 출자)
- 한큐 레일 웨이 서비스 주식회사(한큐 전철이 100% 출자)
- 레일 웨이·테크놀로지 주식회사
- 주식회사 글로벌 텍(한큐 전철이 100% 출자)
- 주식회사 한큐 전기 통신 시스템즈(한큐 전철이 100% 출자)
- 한큐 버스 주식회사
- 한큐 관광 버스 주식회사(한큐 버스가 100% 출자)
- 한큐 택시 주식회사
- 주식회사 한큐 엠테크(한큐 버스가 90.18%, 한큐 택시가 9.82% 출자)
- 일본 렌터카 한큐 주식회사
- 알나 차량 주식회사

지분법 적용 회사
- 고베 전철 주식회사(한큐 한신 홀딩스가 28.7% 출자)
- 오사카 공항 교통 주식회사(한큐 버스가 50% 출자)

### 여행·운송 사업
모두 연결 자회사.
- 주식회사 한큐 한신 교통사 홀딩스(한큐 한신 홀딩스가 100% 출자)
- 주식회사 한큐 토라벨사 포트(한큐 교통사가 100% 출자)
- 주식회사 한큐 카고 서비스(한큐 교통사가 100% 출자)

### 호텔 사업
모두 연결 자회사.
- 주식회사 한큐 한신 호텔(한큐 한신 홀딩스가 100% 출자)
- 주식회사 한큐 시그마코퍼레이션
- 주식회사 다이이치 호텔 규슈
- 주식회사 아리마 뷰 호텔
- 주식회사 아마노하시다테 호텔
- 주식회사 코치 신한큐 호텔

### 부동산 사업
모두 연결 자회사.
- 한큐 부동산 주식회사
- 주식회사 한큐 파시리티즈
- 주식회사 쟈야마치 기획
- 주식회사 한큐 커뮤니티 서비스
- 한큐 리트 투신 주식회사(한큐 전철이 100% 출자)

### 엔터테인먼트·커뮤니케이션 사업
모두 연결 자회사.
- 주식회사 다카라즈카 크리에이티브아트
- 주식회사 다카라즈카 무대
- 주식회사 우메다 예술 극장(한큐 한신 홀딩스가 100% 출자)
- 주식회사 한큐 아트 에이젠시(한큐 전철이 100% 출자)
- 주식회사 한큐 커뮤니케이션(한큐 전철이 100% 출자)

### 리테일 사업
모두 연결 자회사.
- 주식회사 한큐 리테일(한큐 전철이 100% 출자)
- 주식회사 더블 데이 한큐
- 주식회사 라가르·숍
- 주식회사 크레이티브 한큐

### 그 외 사업
연결 자회사
- 주식회사 스테이션 파이낸스(한큐 전철이 96.23% 출자)

지분법 적용 회사
- 주식회사 도쿄 라쿠텐치
- 도호 주식회사(한큐 한신 홀딩스가 12.08% 출자)
- 간사이 TV 방송 주식회사
- 주식회사 모리쿠미

## 프로 야구와의 관계
- 1924년, 일본 최초의 프로 야구팀인 일본 운동 협회(시바우라 협회)를 인수해 다카라즈카 운동 협회를 재결성해 경영에 임한다. 다카라즈카 구장을 프랜차이즈로 했지만, 1929년에 해산.
- 1936년부터 1988년에는 퍼시픽 리그 구단인 한큐 브레이브스(후에 오릭스 블루웨이브, 현재는 오사카 긴테쓰 버펄로스와 합병해 오릭스 버펄로스)와 한큐 니시노미야 구장(후의 한큐 니시노미야 스타디움, 2002년에 폐쇄)을 프랜차이즈로서 소유하고 있었다.
- 2006년 6월에 한신 전철을 산하에 거둔 일에 수반해 7월에 행해진 오너 회의에서는 한신 타이거스(센트럴 리그)의 보유자는 한신 전철이 아니고, 그 모회사의 한큐 홀딩스에 이동했다고 보인 것과 1988년의 한큐 블레이브스 매각시에 생긴 불신감을 지울 수 없었던 것이 결정적 수단이 되어 한때는 보증금 등 30억엔의 지불이 결정되었다. 그러나 이 건은 사전에 충분한 논의가 이루어지지 않은 채 결정되어 버렸기 때문에 동구단은 이 결정을 불복으로서 재검토를 요구, 토의의 결과 보증금 등 29억엔의 지불이 면제되는 것이 결정되었다.
- 경영 통합시 구 한큐HD에서는 「한신 타이거스의 구단 경영에 관여하지 않는다」라고 하는 취지의 각서가 한큐·한신 양자간에서 주고 받아졌다. 경영의 자유라고 하는 관점에서는 이례의 제약 조항이지만, 프로 야구라고 하는 세상으로부터의 주목도가 지극히 높은 분야로부터 파생될 여러 문제를 그룹 전체에까지 파급시키고 싶지 않다는 생각이 담겨진 것이다.